# Zabrnjica
Zabrnjica (izvirno srbsko Забрњица) je naselje v Srbiji, ki upravno spada pod Občino Priboj; slednja pa je del Zlatiborskega upravnega okraja.

## Demografija
V naselju, katerega izvirno (srbsko-cirilično) ime je Забрњица, živi 180 polnoletnih prebivalcev, pri čemer je njihova povprečna starost 47,1 let (44,1 pri moških in 50,1 pri ženskah). Naselje ima 81 gospodinjstev, pri čemer je povprečno število članov na gospodinjstvo 2,53.
Prebivalstvo je večinoma nehomogeno, a v času zadnjih treh popisov je opazno zmanjšanje števila prebivalcev.
|  |

| Demografija | Demografija     | Demografija     |
| Leto        | Št. prebivalcev | Št. prebivalcev |
| ----------- | --------------- | --------------- |
|             |                 |                 |
|             |                 |                 |
|             |                 |                 |
|             |                 |                 |
| 1948        | 707             |                 |
| 1953        | 864             |                 |
| 1961        | 880             |                 |
| 1971        | 841             |                 |
| 1981        | 573             |                 |
| 1991        | 391             | 380             |
| 2002        | 214             | 205             |
|             |                 |                 |

| Etnična sestava po popisu iz leta 2002 | Etnična sestava po popisu iz leta 2002 | Etnična sestava po popisu iz leta 2002 | Etnična sestava po popisu iz leta 2002 | Etnična sestava po popisu iz leta 2002 |
| -------------------------------------- | -------------------------------------- | -------------------------------------- | -------------------------------------- | -------------------------------------- |
| Srbi                                   | Srbi                                   |                                        | 131                                    | 63,90%                                 |
| Bošnjaki                               | Bošnjaki                               |                                        | 52                                     | 25,36%                                 |
| Muslimani                              | Muslimani                              |                                        | 22                                     | 10,73%                                 |
| Neznano                                | Neznano                                |                                        | 0                                      | 0,0%                                   |